# 伦纳特·黑格罗特
伦纳特·黑格罗特（瑞典語：Lennart Häggroth，1940年3月2日—2016年8月28日），瑞典男子冰球运动员。他曾代表瑞典参加1964年冬季奥林匹克运动会冰球比赛，获得一枚银牌。他也曾获得1962年世界男子冰球锦标赛冠军。